# Mine d'uranium de Rabbit Lake
La mine de Rabbit Lake et son usine de concentration sont situés dans le bassin sédimentaire d'Athabasca, à environ 800 km au nord de la ville de Saskatoon dans le Nord de la province de la Saskatchewan au Canada.